# Żwikawa
Żwikawa (biał. Жвікава; ros. Жвиково, Żwikowo) – wieś na Białorusi, w obwodzie witebskim, w rejonie orszańskim, w sielsowiecie Smolany, przy linii kolejowej Orsza – Lepel.